# 特鲁瓦帕利
特鲁瓦帕利（法語：Trois-Palis，法語發音：[tʁwa pali]，意为“三个栅栏”）是法国夏朗德省的一个市镇，属于昂古莱姆区。

## 地理
特鲁瓦帕利（45°38'24"N, 0°3'20"E）面积4.22 平方千米，位于法国新阿基坦大区夏朗德省，该省份为法国西部内陆省份，北起德塞夫勒省和维埃纳省，东临上维埃纳省，东南至多尔多涅省，南至多爾多涅省，西接滨海夏朗德省。
与特鲁瓦帕利接壤的市镇（或旧市镇、城区）包括：尚米永、利纳尔、内尔萨克、圣萨蒂南、锡勒伊。

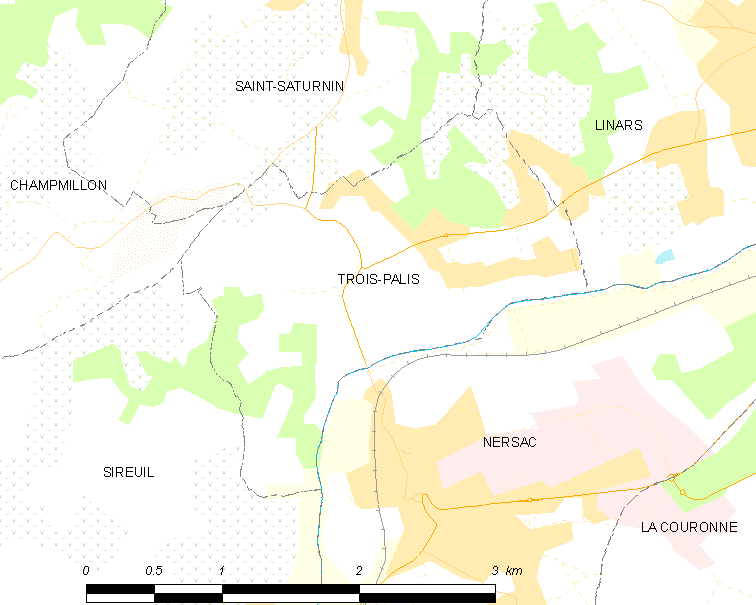
特鲁瓦帕利的OSM定位图

特鲁瓦帕利的时区为UTC+01:00、UTC+02:00（夏令时）。

## 行政
特鲁瓦帕利的邮政编码为16730，INSEE市镇编码为16388。

## 政治
特鲁瓦帕利所属的省级选区为努埃尔河谷县。

## 人口

1962-2008年间特鲁瓦帕利人口变化图示

特鲁瓦帕利于2022年1月1日时的人口数量为940人。